# Campylognathoididae
Famille
Campylognathoididae (« mâchoire courbée ») est une famille fossile de ptérosaure du Trias supérieur et du Jurassique inférieur. Selon Paleobiology Database en 2025, cette famille des Campylognathoididae a quatre genres, Bergamodactylus, Campylognathoides, Eudimorphodon et Raeticodactylus. Cette famille des Campylognathoididae fait l'objet de vingt-sept collections référencées européennes de fossiles.

## Historique
La famille des Campylognathoididae est décrite en 1967 par le paléontologue allemand Oskar Kuhn(1908-1990),.

### Fossiles
Selon Paleobiology Database en 2025, cette famille a vingt-sept collections référencées de fossiles. Ces collections sont de l'Alaunien du Trias supérieur au Toarcien inférieur du Jurassique inférieur, c'est-à-dire datent de 215,56-182 Ma avant notre ère .

### Répartititon
Ces vingt-sept collections sont toutes européennes, c'est-à-dire que douze sont du Jurassique inférieur en Allemagne, et quinze sont du Trias supérieur, avec deux collections en France, huit en Italie, deux au Luxembourg et trois collections en Suisse.

## Genres
Selon Paleobiology Database en 2025, cette famille des Campylognathoididae a quatre genres référencés :
- †Bergamodactylus Kellner, 2015
- †Campylognathoides Strand, 1928
- †Eudimorphodon Zambelli, 1973
- †Raeticodactylus Stecher, 2008

## Galerie
| Bergamodactylus |
| Bergamodactylus |

| Campylognathoides |
| Campylognathoides |

| Eudimorphodon |
| Eudimorphodon |

| Raeticodactylus |
| Raeticodactylus |

### Publication originale
- [1967] (de) Oskar Kuhn, « Die fossile Wirbeltierklasse Pterosauria. », Krailling: Oeben-Verlag,‎ 1967, p. 1-52.